# Кайгэцудо Анти

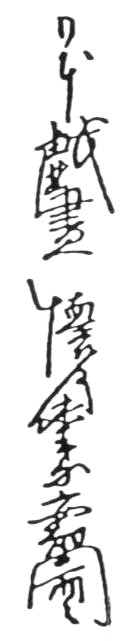
Подпись Кайгэцудо Анти

Кайгэцудо Анти (яп. 壊月堂 安知 Кайгэцудо: Анти, годы творчества 1700—1716) — японский художник, один из самых известных из учеников Кайгэцудо Андо. Анти подобно своему учителю специализировался на портретах куртизанок и обитательниц «весёлого квартала» Ёсивара.

## Биография
О жизни Кайгэцудо Анти осталось мало сведений. Анти — единственный ученик Кайгэцудо Андо, пользовавшийся псевдонимом, начинающимся с первого иероглифа имени учителя — Ан (安). Это обстоятельство породило гипотезу о родстве Анти и его учителя.

## Творчество
В сравнении с яркой живописной манерой своего учителя стиль Анти отличается сдержанностью и аристократичностью персонажей. Несмотря на огромное количество работ, выполненных художником при жизни, до наших дней дошло не более десяти его гравюр. Причина этого кроется в том, что мастера школы Кайгэцудо отдавали предпочтение кисти, а не резцу. И лишь позже, уже после высылки учителя из Эдо в 1714 году обратились к технике ксилографии. На фоне красочных живописных работ, выполненных в виде вертикальных свитков, черно-белые гравюры Анти выглядели интереснее и эффектнее, так как строгий рисунок художника с его незамысловатыми линиями и удлиненными формами как нельзя лучше подходил для печатных изданий. Элегантный стиль Кайгэцудо оказал определяющее влияние на творчество Киёнага Тории и стал основой для более поздних поисков Утамаро Китагава.